# Đại dịch cúm 2009 tại Canada
Đại dịch cúm 2009 tại Canada (tiếng Anh: 2009 flu pandemic in Canada) là một phần của đại dịch cúm 2009 bởi một dòng virus mới mang tên virus cúm A H1N1 đã gây ra căn bệnh có tên là cúm lợn. Tại Canada, khoảng 10% dân số (3.5 triệu người) đã bị nhiễm virus, với 428 ca tử vong đã xác nhận tính đến 20 tháng 2 năm 2010. Khoảng 40% người dân Canada đã được chủng ngừa H1N1 kể từ một chiến dịch chủng ngừa quốc gia bắt đầu vào tháng 10, vì thế Canada là một trong số những nước dẫn đầu trên thế giới về lượng dân số được chủng ngừa. Ảnh hưởng lan rộng của H1N1 tại Canada còn là mối lo ngại về Thế vận hội Mùa đông lần thứ 21, dự kiến diễn ra tại Vancouver vào tháng 2 năm 2010.

## Ca mắc ở người

### Alberta
Tính đến ngày 9 tháng 4 năm 2010, có 1,278 ca mắc tại bệnh viện được xác nhận tại Alberta. Ngày 2 tháng 5 năm 2009, phó chủ tịch điều hành cơ quan Thanh tra Thực phẩm Canada Brian Evans thông báo rằng một công nhân bị nhiễm cúm tại Alberta vừa trở về từ Mexico đã lây virus cúm heo cho đàn lợn do ông chăm sóc. Evans cũng cho biết sự lây nhiễm cho gia sức là trường hợp đầu tiên được biết đến về virus H1N1 có thể lây truyền từ người sang lợn. Trường hợp cúm lây từ lợn trở lại người được thông báo vào ngày 20 tháng 7 dù đã xảy ra vào ngày 5 tháng 7, khi các thanh tra y tế lấy mẫu từ đàn gia súc bị nhiễm do tự chăm sóc không đúng cách.
Ngày 8 tháng 5, quan chức y tế tại Alberta xác nhận cúm lợn là một trong những nguyên nhân khiến một phụ nữ tử vong tại Bắc Alberta vào ngày 28 tháng 4, ca tử vong đầu tiên tại Canada liên quan đến loại cúm này.

### British Columbia
Chính phủ British Columbia đã thông báo 1,059 ca mắc cúm nặng tính đến ngày 2 tháng 2 năm 2010. 49 trong 56 ca tử vong là những người trong tình trạng bệnh tiềm ẩn. Tỉnh bang sau đó không còn xuất hiện các ca nhiễm nặng nữa (tổng số ca là 676 tính đến tháng 8 năm 2010)..
Những ca cúm đầu tiên tại British Columbia liên quan đến hai thanh niên trẻ từ 25-35 tuổi đến từ Lower Mainland khi họ vừa trở về từ Mexico theo Danuta Skowronski, trưởng khoa cúm và hô hấp tại Trung tâm Kiểm soát Dịch bệnh BC do chính quyền tỉnh quản lý. Các ca mắc cúm được phát hiện trong một cuộc kiểm tra cúm thông thường do trung tâm tiến hành sau khi một người đàn ông đến nhờ một bác sĩ khám về các triệu chứng giống cúm. Bà nhấn mạnh dịch bệnh có vẻ như "lan rộng" tại Mexico và không nên bị khách du lịch nhầm lẫn chỉ liên quan đến cư dân bản địa. Ca tử vong đầu tiên tại British Columbia do virus cúm H1N1 xảy ra vào ngày 14 tháng 7, khi một đứa trẻ qua đời chỉ sau 24 giờ nhập viện.

### Manitoba
Tính đến ngày 5 tháng 10 năm 2009, có 892 ca cúm xác nhận tại tỉnh, với 7 ca tử vong liên quan đến cúm H1N1. Tính đến ngày 2 tháng 2 năm 2010, đã có thêm 1,774 ca cúm xác nhận mới với 4 ca tử vong kể từ "đợt 2" vào ngày 6 tháng 10. Ngày 3 tháng 5, ca mắc cúm đầu tiên tại Manitoba được xác nhận tại khu vực Brandon.

### Newfoundland và Labrador
Tính đến ngày 4 tháng 1 năm 2010, có 267 ca trong bệnh viện tại tỉnh. Ngày 13 tháng 6, Newfoundland và Labrador đã thông báo ca mắc cúm đầu tiên của họ và là tỉnh cuối cùng phải làm điều này. Ca cúm liên quan đến mẫu thu được từ một người đàn ông trẻ điều trị vào ngày 11 tháng 6 tại bệnh viện ở Grand Falls-Windsor. Ca cúm ghi nhận tử vong đầu tiên của một người được phát hiện vào ngày 1 tháng 11 năm 2009, khi một phụ nữ 36 tuổi qua đời vì virus.

## Ca không mắc ở người
Ngày 2 tháng 5, trường hợp mắc cúm lợn đầu tiên tại Canada ở lợn được phát hiện trong một nông trại ở Alberta. Người ta nghi ngờ rằng một nông dân vừa trở về từ Mexico đã lây bệnh cho đàn lợn này.
Đầu tháng 6 tại Canada, một người chăn nuôi lợn ở Alberta, chủ nhân của đàn gia súc bị nhiễm virus cúm lợn mới đã tiêu hủy toàn bộ đàn gia súc của mình. Chủ trại cho biết đàn gia súc này không thể bán được vì chúng đang bị cách ly và anh đang đối mặt với vấn đề quá tải.